# Minimodem
A minimodem egy parancssori eszköz, amely képes dekódolni és generálni a különböző sebességgel és keretezési protokollokkal rendelkező hangmodem jeleket. Főként szoftveres FSK modemként működik, és támogatja a Bell103, Bell202, RTTY, TTY/TDD, NOAA SAME és Caller-ID szabványokat. Lehetővé teszi az adatok átvitelét hangkábellel vagy hanghullámokon keresztül közeli számítógépek között, vagy rádió, telefon vagy más audio kommunikációs eszköz segítségével távoli számítógépek között.
A minimodem hálózati protokollokat nem kezel, közvetlenül a fizikai réteget (hangfrekvenciás jel, rádiófrekvenciás jel) használja azonnali üzenetküldésre.

## Használata[2]
A minimodem egy parancssori eszköz, így beilleszthető shell-script-be, lehetővé teszi szöveg vagy adat irányított vagy időzített küldését rádión vagy hangfrekvenciás eszközön, illetve vett adat feldolgozását.
A szöveges adatot alapesetben a standard I/O -n kezeli, de a paranccsori szabványoknak megfelelően ez átirányítható fájlma vagy csővezetékre (pipe).
minimodem --tx [options] {baudmode}
minimodem --rx [options] {baudmode}

### Adás, vétel RX/TX
| Kapcsolók, parancsori paraméterek | Leírás | mód |
| --------------------------------- | --- | --- |
| -t {baud_rate}                    | A minimodem adási módban indul, modemhangot generál audio kimenetre vagy hangfájlba | TX  |
| --tx {baud_rate}                  | A minimodem adási módban indul, modemhangot generál audio kimenetre vagy hangfájlba | TX  |
| --transmit {baud_rate}            | A minimodem adási módban indul, modemhangot generál audio kimenetre vagy hangfájlba | TX  |
| --write {baud_rate}               | A minimodem adási módban indul, modemhangot generál audio kimenetre vagy hangfájlba | TX  |
| −−tx-carrier                      | Tartsa bekapcsolva a vivőt, amíg további küldendő adatokra vár. | TX  |
| −−float-samples                   | 32 bites lebegőpontos formátumú hangmintákat generál az alapértelmezett 16 bites előjeles egész szám formátum helyett (csak a −−tx módra vonatkozik; a −−rx mód mindig 32 bites lebegőpontos formátumot használ).                                                                              | TX  |
| −−lut={tx_sin_table_len}          | A minimodem egy előre kiszámított, 1024 elemből álló szinusz keresőtáblát használ, vagy az itt megadott méretűt. A −−lut=0 beállítással letilthatja a szinusz keresőtábla használatát. | TX  |
| -v                                | Beállítja a generált jel amplitúdóját (alapértelmezett érték 1,0). | TX  |
| --volume                          | Beállítja a generált jel amplitúdóját (alapértelmezett érték 1,0). | TX  |
| -r {baud_rate}                    | A minimodem vételi módban indul, modemhangot vesz audio bemenetről vagy hangfájlból | RX  |
| --rx {baud_rate}                  | A minimodem vételi módban indul, modemhangot vesz audio bemenetről vagy hangfájlból | RX  |
| --receive {baud_rate}             | A minimodem vételi módban indul, modemhangot vesz audio bemenetről vagy hangfájlból | RX  |
| --read {baud_rate}                | A minimodem vételi módban indul, modemhangot vesz audio bemenetről vagy hangfájlból | RX  |
| --rx-one                          | Kilépés a programból vivő megszűnésekor | RX  |
| −a                                | Automatikusan érzékeli a vivőjelet, MARK- és SPACE frekvenciát. | RX  |
| −−auto-carrier                    | Automatikusan érzékeli a vivőjelet, MARK- és SPACE frekvenciát. | RX  |
| −−binary-output                   | A fogadott adatbiteket nyers bináris kimenetként írja ki „0” és „1” karakterek használatával. A bitek a fogadásuk sorrendjében kerülnek kiírásra. A keretező bitek (start és stop bitek) kimaradnak a kimenetből.                                                                              | RX  |
| −−binary-raw {nbits}              | Írja ki az összes fogadott bitet (adatbit és bármilyen keretezési bit) nyers bináris kimenetként, a „0” és az „1” karakterek felhasználásával. A keretezési biteket nem értelmezi, hanem egyszerűen átadják a kimenetre. A biteket a fogadásuk sorrendjében nyomtatják, {nbits} széles sorban. | RX  |
| −−print-filter                    | Szűrje a fogadott szöveges kimenetet, a "nem nyomtatható" bájtokat '.' karakterrel cserélve. | RX  |

### Vételi érzékenység és a jelfelismerés megbízhatósági szintjének beállítása
−c 1.5, −−confidence min-confidence-threshold 1.5 Beállítja a vételi megbízhatóság minimális küszöbértékét (alapértelmezett 1.5). A "megbízhatóság" értéke egy olyan metrika, amely elsősorban a vett jel SNR-jén (jel-zaj arány) alapul. Ez az érték FSK dekóder "zajzár" vezérlőként működik. Növelje, ha csak nagyon tiszta jeleket szeretne fogadni (VÉGTELENIG, de az 5.0 körüli érték praktikusabb). Csökkentse, ha zajos jelek részleges dekódolását szeretné elfogadni (legfeljebb 1.0 minimum értékig). (Ez az opció csak −−rx módra vonatkozik). 
−l 2.3, −−limit max-confidence-search-limit 2.3 Beállítja a vételi megbízhatóság maximális keresési korlátját (alapértelmezett 2,3). A "megbízhatóság" értéke a fent leírtak szerint alakul. Ez az érték teljesítmény-analízis minőségellenőrzésként működik. Növelje (VÉGTELENIG) egy pedánsabb elemzéshez és magasabb CPU-használathoz. Csökkentse (lefelé a minimális megbízhatósági küszöbértékre) egy hanyagabb elemzéshez, alacsonyabb CPU-használattal. (Ez az opció csak −−rx módra vonatkozik).
−−sync-byte {0xXX} Ha ezt az opciót használjuk, a kezdeti vivőjel-azonosítás mindaddig el lesz nyomva, amíg egy vagy több egymást követő, ezt az értéket tartalmazó adatkeret meg nem érkezik. Ez felhasználható a stream szinkronizálására olyan protokolloknál, amelyek fix preambulum bájtot tartalmaznak.

### Hangeszköz kezelése
−f file.wav vagy −−file file.wav  kódolás/dekódolás hangfájlba/hangfájlból
−A {plughw:X,Y | X,Y | X } −−alsa[={plughw:X,Y | X,Y | X }]  Hangeszköz megadása. Használja az ALSA-t hangkimeneti rendszerként az alapértelmezett PulseAudio helyett (a build konfigurációs beállításaitól függően). Az ALSA eszköz alias "default" kerül felhasználásra, ha egy adott eszköz nincs megadva. Például a következő beállítások mind az 1. számú ALSA eszközt, a 0. számú aleszközt választják ki: −−alsa=plughw:1,0 −−alsa=1,0 −A1
−R {rate}, −−samplerate {rate}  sample rate beállítása (alapértelmezett 48000 Hz).

### Jelformátum beállítása
−M {mark_freq}, −−mark {mark_freq} MARK jel frekvenciája
−S {space_freq}, −−space {space_freq} SPACE jel frekvenciája
−−startbits {n} Starbit hossza (default is 1 for most baudmodes).
−−stopbits {n.n} Stopbit hossza (default is 1.0 for most baudmodes).

### Karakterkódolás
−8, −−ascii ASCII
-7 7 bites ASCII
−5, −−baudot Baudot

### Baudmode
Előre beállított módok használata
| 1200       | 1200 −−ascii                                       | Bell202                                             |
| 300        | 300 −−ascii                                        | Bell203                                             |
| rtty       | 45.45 −−baudot −−stopbits 1.5                      | RTTY amatőrrádió                                    |
| tdd        | 45.45 −−baudot −−stopbits 2.0                      |                                                     |
| same       | 520.83 −−startbits 0 −−stopbits 0 −−sync-byte 0xAB | NOAA Specific Area Message Encoding (SAME) protocol |
| callerid   |                                                    | Bell202 1200 bps Caller-ID (MDMF or SDMF) protocol  |
| uic-train  |                                                    | UIC-751-3 600 bps train-to-ground message protocol  |
| uic-ground |                                                    | UIC-751-3 600 bps ground-to-train message protocol  |